# Ommatius shishodiai
Ommatius shishodiai là một loài ruồi trong họ Asilidae. Ommatius shishodiai được Joseph & Parui miêu tả năm 1997. Loài này phân bố ở miền Ấn Độ - Mã Lai.